# Kreuzschiene
Eine Kreuzschiene (auch Umschaltbox, Matrix-Schalter, Umschalter, Selektor; englisch selector, crossover switch oder matrix switch genannt) ist ein Steuergerät zum Durchschalten verschiedener Signalquellen an einen oder mehrere Verbraucher, z. B. das Aufschalten von Video- und/oder Audiosignalen an bestimmte Empfangsgeräte. Kreuzschienen können so kombiniert werden, dass die auf ihre Eingänge verteilten Signalquellen gleichzeitig an mehrere Verbraucher gesendet werden können. So ist es beispielsweise bei Videoüberwachungsanlagen möglich, verschiedene Kamerapositionen in beliebiger Folge und Dauer an mehreren Kontrollplätzen gleichzeitig anzuzeigen.
Es existieren auch Datenkreuzschienen, die RS-422-Signale schalten können. Diese Kreuzschienen können jedoch nur eine Signalquelle an einen Verbraucher schalten. Eine Mehrfachverteilung ist hier nicht möglich.